# Cypripedium yatabeanum
Cypripedium yatabeanum é uma espécie de orquídea terrestre, família Orchidaceae, que habita de Kamchatka ao Japão, ilhas Aleutas e sudoeste do Alasca.